# Эпилептические эквиваленты
Эпилепсия в своих проявлениях не ограничивается симптоматикой больших и малых припадков. Иногда при эпилепсии имеют место клинические феномены, которые представляют собой замену припадков. Их называют психическими эквивалентами (эпилептических припадков). После эпилептического психического эквивалента обычно наблюдается полная амнезия на период расстроенного сознания, и по окончании эпизода больной засыпает. Следует отметить: те психические эквиваленты, после которых не наблюдается амнезия, многие авторы не относят к понятию эпилептического психического эквивалента. Кроме того, некоторые авторы к эпилептическим психическим эквивалентам относят дисфорию.
В первую очередь к эпилептическим психическим эквивалентам относят сумеречное расстройство сознания. Под термином «сумеречное помрачение сознания» (синоним — «сумеречное состояние») понимают такое психопатологическое расстройство, которое характеризуется внезапной и кратковременной утратой ясности сознания с полной отрешённостью от окружающего или с его отрывочным и искажённым восприятием при сохранении привычных действий. Иногда такие формы эпилептического психического эквивалента, которые завершаются глубоким сном и сопровождается полной амнезией, называют простой формой, в отличие от психотической формы, которая возникает постепенно и сопровождается галлюцинациями, бредом и изменённым аффектом. Но в любом случае следует иметь в виду, что состояния, которые больной забывает, и состояния, которые больной помнит, — это качественно разные состояния.
Сумеречное помрачение сознания, в свою очередь, подразделяется на следующие состояния:

## Амбулаторный автоматизм
Амбулаторные автоматизмы проявляются в виде автоматизированных действий, совершаемых больными при полной отрешённости от окружающего. Выделяют оральные автоматизмы (приступы жевания, причмокивания, облизывания, глотания), ротаторные автоматизмы («vertigo») с автоматическими однообразными вращательными движениями на одном месте. Нередко больной, будучи отрешённым от окружающей действительности, автоматически стряхивает с себя что-то. Иногда автоматизмы бывают более сложными, например больной начинает раздеваться, последовательно снимая с себя одежду. К амбулаторным автоматизмам относятся и так называемые фуги, когда больные, находясь в состоянии помрачённого сознания, бросаются бежать; бегство продолжается некоторое время, а затем больные приходят в себя. При состояниях амбулаторного автоматизма известны случаи длительных миграций (трансы), однако чаще эти блуждания бывают сравнительно непродолжительными и выражаются в том, что больные проезжают нужную им остановку, проходят мимо своего дома и т. д.
Амбулаторные автоматизмы могут проявляться кратковременными состояниями с внешне относительно правильным поведением, которые внезапно завершаются агрессивными поступками или антисоциальными действиями. В этих случаях поведение больных определяется присутствием в структуре сумеречного состояния аффективных расстройств, бреда и галлюцинаций. Нередко приходится наблюдать разновидность амбулаторных автоматизмов в виде непродолжительных состояний резчайшего хаотического двигательного возбуждения с агрессией, разрушительными тенденциями и полной отрешённостью больного от окружающего.

## Сомнамбулизм (снохождение)
В данном случае сумеречное расстройство сознания наступает во время сна и чаще возникает у детей и подростков. Больные, без внешней необходимости, встают ночью, совершают какие-то организованные действия и через несколько минут, иногда часов, возвращаются обратно в постель или же засыпают в каком-то другом месте.

## Эпилептическийделирий
Представляет собой наплыв ярко окрашенных зрительных галлюцинаций, сопровождающихся напряжённостью аффекта, страхом, переживанием ужаса, отрывочными бредовыми идеями преследованиями. Больные видят окрашенные в яркие тона кровь, трупы и другие устрашающие галлюцинации. Их «преследуют» люди, угрожающие убийством, насилием, поджогом. Больные крайне возбуждены, кричат, спасаются бегством. Приступы заканчиваются внезапно с полной или частичной амнезией пережитого.

## Эпилептическийпараноид
На фоне сумеречного расстройства сознания и дисфории на первый план выступают бредовые идеи, обычно носящие яркие чувственные переживания. У больных наблюдается бред воздействия, преследования, величия. Часто имеет место сочетание указанных бредовых расстройств. Например, идеи преследования сочетаются с бредом величия. Эпилептический параноид, так же, как и остальные эквиваленты эпилепсии, развивается пароксизмально. Приступы обычно сопровождаются расстройствами восприятия, появлением зрительных, обонятельных, реже слуховых галлюцинаций.

## Эпилептическийонейроид
Характеризуется внезапным наплывом фантастических галлюцинаций. Окружающее воспринимается больными с иллюзорно-фантастическими оттенками. Больные считают себя непосредственными участниками кажущихся событий, а их мимика и поведение отражают их переживания. При этом расстройстве амнестические расстройства отсутствуют.

## Эпилептическийступор
Наблюдаются явления мутизма, отсутствие выраженной реакции на окружающее, несмотря на скованность движений. На фоне этого субступорозного состояния можно установить наличие бредовых и галлюцинаторных переживаний. Амнестические расстройства при этом расстройстве отсутствуют.